# Angela Orosz
 (mars 2016).
Angela Orosz-Richt est née à Auschwitz en 1944. Elle est l'un des deux bébés nés dans ce camp ayant survécu jusqu'à la libération du camp le 27 janvier 1945.

## Biographie

### Parents
Angela Orosz est la fille de Tibor Bein, avocat, et de Vera Otvos, tous deux juifs hongrois mariés en 1943. En 1944, ils sont enfermés dans le ghetto de Sátoraljaújhely, au nord-ouest de la Hongrie. Le 22 mai 1944, ils sont déportés en train, au cours d'un voyage de trois jours, à Auschwitz-Birkenau. Les deux échappent à l'extermination immédiate et sont jugés aptes au travail. Âgé de 32 ans, Tibor Bein mourra d'épuisement quelques mois plus tard. Vera travaille successivement au tri des affaires, aux travaux extérieurs (construction de routes, travaux des champs), au bloc des cuisines puis, après avoir signalé sa grossesse, elle est envoyée au bloc médical où elle sert de cobaye, parmi d'autres, au docteur Josef Mengele et à son équipe. Elle subit des injections dans le col de l'utérus qui l'empêcheront par la suite d'avoir d'autres enfants. Elle s'occupe d'enfants comme Eva Kor et sa sœur jumelle.

### Naissance
Le 21 décembre 1944, Vera Bein, sentant l'accouchement imminent, se confie à sa chef de baraquement et lui demande de l'aide. Celle-ci, fille de médecin, l'assiste dans la naissance d'Angela. La malnutrition de la mère pendant la grossesse et les mauvais traitements font que le bébé pèse à peine un kilo. Paradoxalement, cette faiblesse lui sauve la vie puisque, incapable de crier, Angela ne sera pas découverte. Deux heures après la naissance, Vera Bein doit laisser son bébé caché sur la couchette supérieure pour se présenter à l'appel. Par la suite, elle allaitait son enfant, malgré ces difficultés, mais aussi son autre bébé, Gyorgy Faludi, né le 27 janvier 1945, jour de la libération. Selon les archives du musée d'Auschwitz, ce sont les deux seules naissances dans le camp connues à avoir survécu. 

### Après la guerre
Vera et Angela retournent en Hongrie en novembre 1945. Angela ne pèse alors que trois kilos. Toute sa vie son état de santé s'avère très fragile, particulièrement pendant la petite enfance où la ténacité de sa mère (« Ma mère était la seule à être convaincue que je pourrais vivre. ») et de nombreux soins médicaux permettent à la fillette de survivre puis de marcher. Arrivée à l'âge adulte, elle mesure à peine 1,50 m.
Vera Bein meurt d'un cancer le 28 janvier 1992, toujours hantée par Josef Mengele.
Angela Orosz fonde une famille et passe sa vie à Montréal au Canada.

## Témoignage
Angela Orosz se rend à Auschwitz-Birkenau pour la première fois lors du 70e anniversaire de libération du camp. En 2015, elle témoigne lors du procès d'Oskar Groening, ancien comptable d'Auschwitz, condamné à quatre ans de prison. Elle déclare : « J'ai survécu pour une seule raison, parce que j'ai le devoir de parler pour ceux qui ne peuvent plus parler. » Le Congrès juif mondial enregistre son témoignage,.
En 2016, elle témoigne au procès de Reinhold Hanning, 94 ans, ex-garde d'Auschwitz.